# 未来へのプレゼント
「未来へのプレゼント」（みらいへのプレゼント）は中山美穂 with MAYOのシングル。1996年11月1日にキングレコードからリリースされた。(品番・CDS: KIDS-311)

## 概要
表題作「未来へのプレゼント」は中山本人主演のフジテレビ系ドラマ『おいしい関係』主題歌。シンガーソングライターの岡本真夜とのコラボレーションによる曲で、「世界中の誰よりきっと」以来4年ぶりとなる他アーティストとのコラボレーション名義である。
コーラスも岡本真夜が担当しており、3曲目のオリジナルカラオケで聴くことが出来る。岡本はこの曲を自身のオリジナル・アルバム「Smile」で「Will… 〜未来へのプレゼント」としてセルフカバーしている。
岡本は楽曲制作について、「メロディーが締め切り前日まで浮かばずドキドキしましたが、ようやく完成して、初めて美穂さんにお会いしました。そこで美穂さんが書いてくださった歌詞をいただいて、メロディーと照らし合わせて仕上げたのです。私はコーラスにも参加し、共作できて幸せでした」と振り返っている。
中山と岡本はこの楽曲提供がきっかけで親交を深め、プライベートで会うこともあった。中山がパリに住んでいた頃には自宅に招かれたこともあったという。岡本は「美穂さんがごはんを用意してくださって、ワインを飲んで楽しい時間を過ごしました。ご自宅にピアノがあったので、私の伴奏で美穂さんが歌ってくださって。とても大切な思い出になりました。」と懐古している。
この曲は久しぶりにテレビの音楽番組でも多数披露された。『FNS歌謡祭』では、ドラマのロケ先であるフランスのパリ・オペラ座から中継で出演した。
カップリングの「Darlin'」は前作「True Romance」のカップリング「不意のkiss」に続き、自身が出演したアステル東京のCMソングに採用された。

## 収録曲
1. 未来へのプレゼント
作詞: 岡本真夜・中山美穂 / 作曲: 岡本真夜 / 編曲: 十川知司
2. Darlin'
作詞: 中山美穂 / 作曲: 上田知華 / 編曲: 山川恵津子
3. 未来へのプレゼント（オリジナルカラオケ）
4. Darlin'（オリジナルカラオケ）

## 収録アルバム
- 未来へのプレゼント
  - TREASURY
  - YOUR SELECTION 1
  - COLLECTION IV
  - Complete SINGLES BOX
  - 中山美穂 パーフェクト・ベスト
  - 30th Anniversary THE PERFECT SINGLES BOX
  - All Time Best
- Darlin'
  - YOUR SELECTION 2
  - Complete SINGLES BOX
  - 30th Anniversary THE PERFECT SINGLES BOX

## カバーしたアーティスト
- Leeds（オムニバスカバーアルバム『The 12 Memories about Love/Diva』収録）